# Platycarpa polypodii
Platycarpa polypodii är en svampart som först beskrevs av Couch, och fick sitt nu gällande namn av Couch 1949. Platycarpa polypodii ingår i släktet Platycarpa och familjen Eocronartiaceae.   Inga underarter finns listade i Catalogue of Life.